# Latok I
Der Latok I ist ein 7145 m hoher Berg im Panmah Muztagh im Karakorum. 

## Lage
Er ist der höchste Gipfel der Latok-Gruppe im Norden des Distrikts Skardu. 

## Besteigungsgeschichte
Die Erstbesteigung gelang einer japanischen Expedition 1979. 
Am 19. Juli 1979 erklommen Sin'e Matsumi, Tsuneo Shigehiro und Yu Watanabe den Gipfel des Latok I.
Am 22. Juli folgten  Hideo Muto, Jun’ichi Oku und Kota Endo auf den Gipfel.